# Gale Robbins

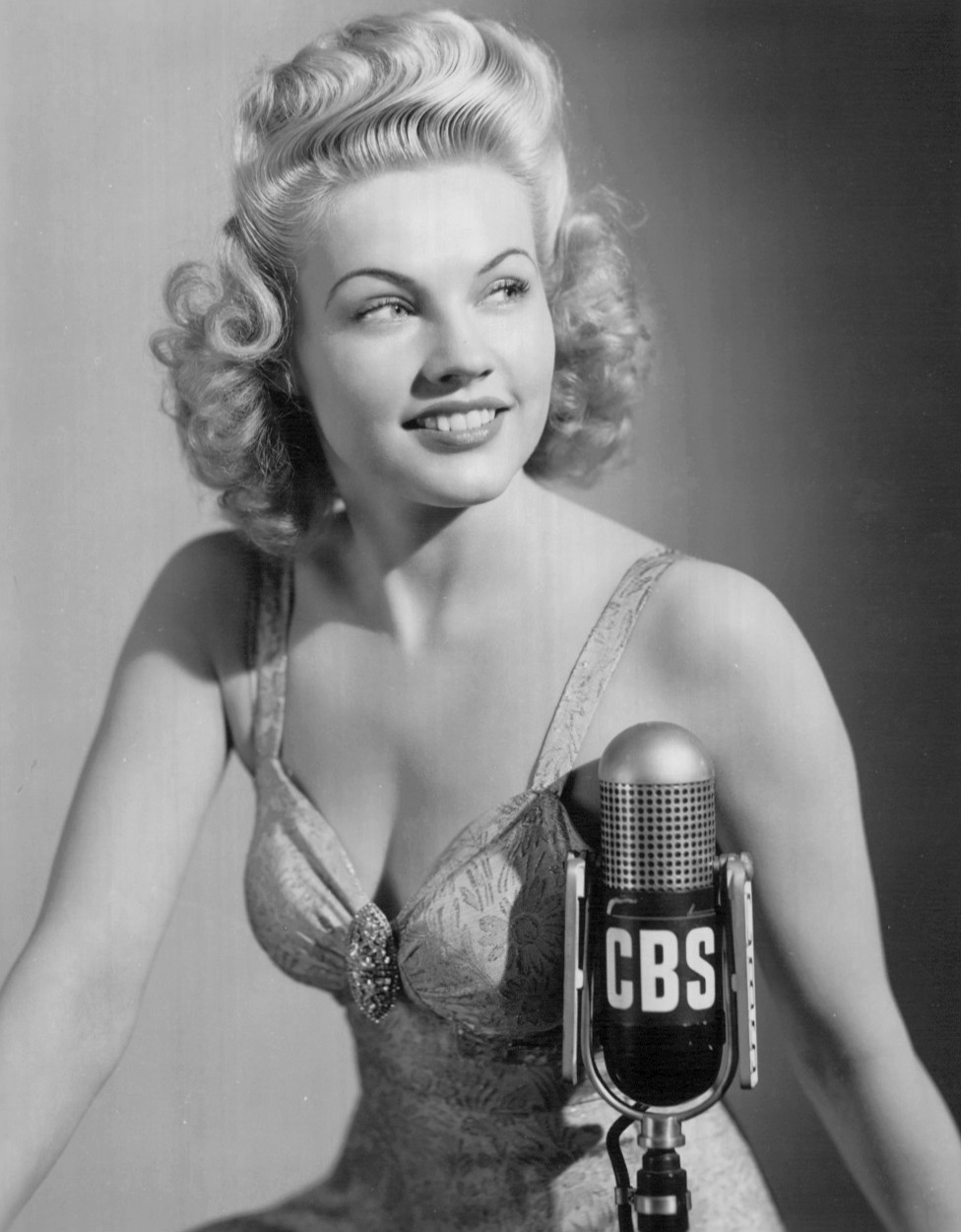
Gale Robbins

Gale Robbins (* 7. Mai 1921 in Mitchell, Indiana als Betty Gale Murphy; † 12. Februar 1980 in Tarzana, Kalifornien) war eine US-amerikanische Schauspielerin und Sängerin.

## Leben
Die Showkarriere von Gale Robbins begann mit ihrer Wahl zur Miss Chicago im Jahr 1938. In der folgenden Zeit erlangte sie zunächst als Sängerin und Fotomodell einige Bekanntheit. Dabei trat sie mit einer Reihe bekannter Big Bands auf. Ende 1942 unterschrieb sie einen Studiovertrag bei 20th Century Fox und machte ihr Filmdebüt in der 1944 erschienenen Fox-Produktion In the Meantime, Darling unter Regie von Otto Preminger. 
Robbins, die im Laufe ihrer Karriere sowohl blonde als auch rote Haare trug, soll eines der beliebtesten Pin-ups bei amerikanischen Soldaten im Zweiten Weltkrieg gewesen sein. 1945 wurde Robbins als Pin-up-Model im Armeemagazin Yank abgebildet und unterstützte im selben Jahr Bob Hope bei der Truppenunterhaltung der amerikanischen Soldaten im Ausland. Von 1945 bis 1946 gehörte sie als Vokalistin zum Ensemble der Radioshow von Hoagy Carmichael, auch in diversen anderen Radioshows unternahm sie Auftritte. 
Insbesondere in späten 1940er- und in den 1950er-Jahren kam Robbins zu guten Nebenrollen in Musicals und Komödien wie Tänzer vom Broadway, Drei kleine Worte, Die Schönste von New York oder Schwere Colts in zarter Hand. Mehrfach spielte sie dabei an der Seite von Fred Astaire. In vielen ihrer Filme lieferte sie auch Gesangseinlagen, so sang sie 1949 in dem Film Oh, You Beautiful Doll das gleichnamige Titellied. Einen langfristigen Vertrag bei Metro-Goldwyn-Mayer schlug sie aus, da sie lieber ohne feste Bindung an ein Studio arbeiten wollte.
Parallel zu ihrer Schauspielkarriere nahm Robbins weitere Platten auf und übernahm später Gesangsauftritte in den Fernsehshows von Johnny Carson, Dean Martin und Ed Sullivan. Während ihre Karriere als Film- und Fernsehschauspielerin in den 1960ern weitgehend zum Erliegen kam, hatte sie noch kurz vor ihrem Tod ein Engagement als Sängerin im Landmark Hotel in Las Vegas.
Gale Robbins starb 1980 im Alter von 58 Jahren an Lungenkrebs. Sie war von 1946 bis zu dessen Tod 1967 mit Robert Wesley Olson verheiratet gewesen, mit dem sie zwei Töchter hatte. An sie erinnert ein Stern auf dem Hollywood Walk of Fame in der Kategorie Fernsehen.

## Filmografie (Auswahl)
- 1944: In the Meantime, Darling
- 1948: My Girl Tisa
- 1948: Race Street
- 1948: My Dear Secretary
- 1949: Tänzer vom Broadway (The Barkleys of Broadway)
- 1949: Der Schlagerkönig (Oh, You Beautiful Doll)
- 1950: Seine Frau hilft Geld verdienen (The Fuller Brush Girl)
- 1950: Zwischen Mitternacht und Morgen (Between Midnight and Dawn)
- 1950: Drei kleine Worte (Three Little Words)
- 1952: Der Brigant (The Brigand)
- 1952: Die Schönste von New York (The Belle of New York)
- 1953: Schwere Colts in zarter Hand (Calamity Jane)
- 1955: Double Jeopardy
- 1955: Das Mädchen auf der Samtschaukel (The Girl in the Red Velvet Swing)
- 1955–1958: Alle lieben Bob (The Bob Cummings Show, Fernsehserie, 3 Folgen)
- 1958: Die Kanaille von Kansas (Quantrill's Raiders)
- 1958: Jonny schießt nur links (Gunsmoke in Tucson)
- 1960: 77 Sunset Strip (Fernsehserie, Folge 2x36)
- 1961: Die Unbestechlichen (The Untouchables, Fernsehserie, Folge 2x20)
- 1962: Mr. Ed (Mister Ed, Fernsehserie, Folge 3x06)
- 1965: Perry Mason (Fernsehserie, Folge 8x15)
- 1966: Rauchende Colts (Gunsmoke, Fernsehserie, Folge 12x14)
- 1972: Jede Stimme zählt (Stand Up and Be Counted)